# West Oxfordshire
West Oxfordshire – dystrykt w hrabstwie Oxfordshire w Anglii.

## Miasta
- Burford
- Carterton
- Charlbury
- Chipping Norton
- Witney
- Woodstock

## Inne miejscowości
Alvescot, Ascott Earl, Ascott d’Oyley, Ascott-under-Wychwood, Asthall, Aston, Bampton, Black Bourton, Bladon, Bould, Brighthampton, Brize Norton, Broadwell, Broughton Poggs, Cassington, Chadlington, Chastleton, Chimney, Church Hanborough, Churchill, Clanfield, Cogges, Combe, Cornwell, Crawley, Curbridge, Ducklington, Enstone, Eynsham, Fifield, Filkins, Finstock, Freeland, Fulbrook, Glympton, Great Rollright, Great Tew, Hailey, Hardwick, Heythrop, Holwell, Idbury, Kelmscott, Kencot, Kiddington, Kingham, Langford, Leafield, Lew, Little Faringdon, Little Tew, Long Hanborough, Lyneham, Milton-under-Wychwood, Minster Lovell, North Leigh, Northmoor, Radford, Ramsden, Rousham, Salford, Sarsden, Shifford, Shilton, Shipton-under-Wychwood, South Leigh, Spelsbury, Standlake, Stanton Harcourt, Steeple Barton, Stonesfield, Swerford, Swinbrook, Swinbrook and Widford, Tackley, Taynton, Weald, Westwell, Widford, Wootton, Yelford.